# Vampire Hunter D
Vampire Hunter D (吸血鬼ハンターD?, Bampaia Hantā D) è una serie di romanzi illustrati giapponese, scritta da Hideyuki Kikuchi e arricchita dai disegni di Yoshitaka Amano. La serie è iniziata nel 1983 e conta oltre 35 volumi, pubblicati inizialmente da Asahi Sonorama e successivamente da Asahi Shinbun Publishing dal 2007. La storia ruota attorno alla figura di D, un dampiro che caccia i vampiri sfruttando le sue elevate capacità di combattimento.
Dai romanzi sono stati prodotti diversi adattamenti, tra cui due anime, un audio drama e un manga. In Italia il manga è stato distribuito dalla Edizioni BD sotto l'etichetta J-Pop, ma è rimasto incompleto in quanto i volumi 7 e 8 non sono stati distribuiti.

## Trama
Nel 12090, in un futuro post apocalittico, la Terra è stata dominata dalla razza dei vampiri, creature millenarie, che però vedono l'inizio del loro declino. Gli umani, vissuti nel terrore e tenutisi alla larga dai luoghi abitati da questi esseri, dopo aver spesso visto il loro equilibrio venire disturbato, hanno iniziato a ribellarsi.
La storia inizia con la vicenda del Conte Magnus Lee, nobile e antico vampiro, che cerca di trasformare Doris, una delle più belle ragazze della città, in quanto desidera prenderla come moglie. Doris assume dunque un cacciatore di vampiri, l'unico in grado di impedire la trasformazione: D. Il cacciatore, che si presenta su un cavallo meccanico, ha i poteri necessari per combattere la razza dei vampiri essendo un dampiro, nato dall'unione di un vampiro e una donna umana.

## Media

### Romanzi
Hideyuki Kikuchi ha iniziato a scrivere la serie nel 1983, e al 2021 ha realizzato 38 romanzi più una raccolta di racconti, per un totale di 51 volumi. I libri sono corredati da copertine e illustrazioni realizzate da Yoshitaka Amano. I primi 18 romanzi sono stati pubblicati dalla casa editrice Asahi Sonorama, di proprietà del gruppo Asahi Shinbun, sotto l'etichetta Sonorama Bunko. In seguito alla chiusura dell'editore, nel 2007, la pubblicazione della serie è passata ad Asahi Shinbun Publishing, la nuova divisione editoriale di Asahi Shinbun, che da allora ne pubblica i volumi. Tra dicembre 2007 e gennaio 2008 Asahi Shinbun Publishing ha inoltre ripubblicato i primi 18 romanzi sotto la nuova etichetta.
A partire da novembre 2017 Kikuchi ha iniziato a serializzare le nuove storie di Vampire Hunter D sulla rivista mensile di Asahi Shinbun Issatsu no hon, storie che poi sono raccolte e ripubblicate in volume come romanzi della serie.
| Nº volume | Nº romanzo | Titolo                                                                       | Data di uscita    | ISBN                   |
| --------- | ---------- | ---------------------------------------------------------------------------- | ----------------- | ---------------------- |
| 1         | 1          | Vampire Hunter "D" (吸血鬼ハンター"D"?, Banpaia Hantā "D")                   | 31 gennaio 1983   | ISBN 4-257-76225-X     |
| 2         | 2          | Kaze tachite "D" (風立ちて"D"?)                                              | 10 maggio 1984    | ISBN 4-257-76274-8     |
| 3         | 3          | D - Yōsatsukō (D-妖殺行?)                                                    | 31 luglio 1985    | ISBN 4-257-76310-8     |
| 4         | 4          | D - Shigaitan (D-死街譚?)                                                    | 31 gennaio 1986   | ISBN 4-257-76321-3     |
| 5         | 5          | Yumenarishi "D" (夢なりし"D"?)                                               | 25 dicembre 1986  | ISBN 4-257-76361-2     |
| 6         | 6          | D - Seima henreki (D-聖魔遍歴?)                                              | 5 marzo 1988      | ISBN 4-257-76400-7     |
| 7         | 7          | D - Hokkai makō (jō) (D-北海魔行〔上〕?)                                     | 31 ottobre 1988   | ISBN 4-257-76433-3     |
| 8         | 7          | D - Hokkai makō (ge) (D-北海魔行〔下〕?)                                     | 30 dicembre 1988  | ISBN 4-257-76438-4     |
| 9         | autonomo   | D - Kurai Nocturne (D-昏い夜想曲?, D - Kurai Nokutān)                        | gennaio 1992      | ISBN 4-257-76586-0     |
| 10        | 8          | D - Baraki (D-薔薇姫?)                                                       | 31 gennaio 1994   | ISBN 4-257-76641-7     |
| 11        | 9          | D - Aojiroki datenshi 1 (D-蒼白き堕天使 1?)                                  | 30 luglio 1994    | ISBN 4-257-76682-4     |
| 12        | 9          | D - Aojiroki datenshi 2 (D-蒼白き堕天使 2?)                                  | 30 aprile 1995    | ISBN 4-257-76710-3     |
| 13        | 9          | D - Aojiroki datenshi 3 (D-蒼白き堕天使 3?)                                  | 15 novembre 1995  | ISBN 4-257-76744-8     |
| 14        | 9          | D - Aojiroki datenshi 4 (D-蒼白き堕天使 4?)                                  | 30 marzo 1996     | ISBN 4-257-76774-X     |
| 15        | 10         | D - Sōei no kishi 1 (D-双影の騎士 1?)                                        | 30 novembre 1996  | ISBN 4-257-76792-8     |
| 16        | 10         | D - Sōei no kishi 2 (D-双影の騎士 2?)                                        | 20 ottobre 1997   | ISBN 4-257-76818-5     |
| 17        | 11         | D - Dark Road 1 (D-ダークロード 1?, D - Dāku Rōdo 1)                         | 31 marzo 1999     | ISBN 4-257-76862-2     |
| 18        | 11         | D - Dark Road 2 (D-ダークロード 2?, D - Dāku Rōdo 2)                         | 10 giugno 1999    | ISBN 4-257-76877-0     |
| 19        | 11         | D - Dark Road 3 (D-ダークロード 3?, D - Dāku Rōdo 3)                         | 30 settembre 1999 | ISBN 4-257-76883-5     |
| 20        | 12         | D - Jaō seidan 1 (D-邪王星団 1?)                                             | 31 luglio 2000    | ISBN 4-257-76909-2     |
| 21        | 12         | D - Jaō seidan 2 (D-邪王星団 2?)                                             | 30 novembre 2000  | ISBN 4-257-76915-7     |
| 22        | 12         | D - Jaō seidan 3 (D-邪王星団 3?)                                             | 28 febbraio 2001  | ISBN 4-257-76927-0     |
| 23        | 12         | D - Jaō seidan 4 (D-邪王星団 4?)                                             | 30 aprile 2001    | ISBN 4-257-76932-7     |
| 24        | 13         | D - Jashintoride (D-邪神砦?)                                                 | 30 dicembre 2001  | ISBN 4-257-76952-1     |
| 25        | 14         | D - Yōhei kaidō (D-妖兵街道?)                                                | 28 febbraio 2003  | ISBN 4-257-76994-7     |
| 26        | 15         | D - Masenshō (D-魔戦抄?)                                                     | 31 luglio 2003    | ISBN 4-257-77014-7     |
| 27        | 16         | D - Kettōfu (D-血闘譜?)                                                      | 31 maggio 2004    | ISBN 4-257-77024-4     |
| 28        | 17         | D - Hakumasan (jō) (D-白魔山（上）?)                                         | 28 febbraio 2005  | ISBN 4-257-77049-X     |
| 29        | 17         | D - Hakumasan (ge) (D-白魔山（下）?)                                         | 31 luglio 2005    | ISBN 4-257-77059-7     |
| 30        | 18         | D - Kyōsenshi Iriya (D-狂戦士イリヤ?)                                        | 31 gennaio 2007   | ISBN 978-4-257-77067-1 |
| 31        | 19         | D - Madōshū (D-魔道衆?)                                                      | 5 ottobre 2007    | ISBN 978-4-02-265530-1 |
| 32        | 20         | D - Fushishajima (D-不死者島?)                                               | 5 settembre 2008  | ISBN 978-4-02-265531-8 |
| 33        | 21         | D - Mashō basha (D-魔性馬車?)                                                | 18 settembre 2009 | ISBN 978-4-02-265532-5 |
| 34        | 22         | D - Akumumura (D-悪夢村?)                                                    | 17 settembre 2010 | ISBN 978-4-02-265533-2 |
| 35        | 23         | D - Fuyu no koō (D-冬の虎王?)                                                | 5 agosto 2011     | ISBN 978-4-02-264619-4 |
| 36        | 24         | D - Kizoku sensen (D-貴族戦線?)                                              | 30 marzo 2012     | ISBN 978-4-02-264657-6 |
| 37        | 25         | D - Ōgonma (jō) (D-黄金魔（上）?)                                            | 31 agosto 2012    | ISBN 978-4-02-264672-9 |
| 38        | 25         | D - Ōgonma (ge) (D-黄金魔（下）?)                                            | 7 dicembre 2012   | ISBN 978-4-02-264692-7 |
| 39        | 26         | D - Sylvia no kaeru michi (D-シルビアの還る道?, D - Shirubia no kaeru michi) | 7 agosto 2013     | ISBN 978-4-02-264712-2 |
| 40        | 27         | D - Kizokusai (D-貴族祭?)                                                    | 8 aprile 2014     | ISBN 978-4-02-264736-8 |
| 41        | 28         | D - Yakai rengoku (D-夜会煉獄?)                                              | 20 novembre 2014  | ISBN 978-4-02-264753-5 |
| 42        | 29         | D - Hinekureta kikōshi (D-ひねくれた貴公子?)                                 | 20 maggio 2015    | ISBN 978-4-02-264780-1 |
| 43        | 30         | D - Bikiyōjin (D-美兇人?)                                                    | 5 febbraio 2016   | ISBN 978-4-02-264807-5 |
| 44        | 31         | D - Kieta kizoku gundan (D-消えた貴族軍団?)                                  | 7 novembre 2016   | ISBN 978-4-02-264831-0 |
| 45        | 32         | D - Gonin no shikaku (D-五人の刺客?)                                         | 7 settembre 2017  | ISBN 978-4-02-264843-3 |
| 46        | 33         | D - Juraki hikō (D-呪羅鬼飛行?)                                              | 6 aprile 2018     | ISBN 978-4-02-264884-6 |
| 47        | 34         | D - Shijō toshi (D-死情都市?)                                                | 7 settembre 2018  | ISBN 978-4-02-264900-3 |
| 48        | 35         | D - Kuroi raihōsha (D-黒い来訪者?)                                           | 7 giugno 2019     | ISBN 978-4-02-264924-9 |
| 49        | 36         | D - Sangakuki (D-山嶽鬼?)                                                    | 7 ottobre 2019    | ISBN 978-4-02-264929-4 |
| 50        | 37         | D - Yami no majo uta (D-闇の魔女歌?)                                         | 7 luglio 2020     | ISBN 978-4-02-264955-3 |
| 51        | 38         | D - Ansatsusha no yōsai (D-暗殺者の要塞?)                                    | 5 febbraio 2021   | ISBN 978-4-02-264981-2 |

Corredano la serie anche otto storie brevi, pubblicate nella raccolta D - Kurai Nocturne, in guidebook e artbook sulla serie o composte per eventi particolari.

### Spin-off
Dai romanzi principali è stata tratta una serie spin-off intitolata Vampire Hunter/Another: Kizoku Greylancer (吸血鬼ハンター/アナザー 貴族グレイランサー?, Banpaia Hantā/Anazā: Kizoku Gureiransā). La serie si svolge 5000 anni prima di Vampire Hunter D ed è incentrata sul personaggio del nobile vampiro Greylancer. Due volumi, scritti da Kikuchi e illustrati da Ayami Kojima, sono stati pubblicati da Asahi Shinbun Publishing nel corso del 2011.

### Anime
Nel 1985 venne realizzato un OAV di 80 minuti, intitolato Vampire Hunter D ed ispirato al primo dei romanzi di Hideyuki Kikuchi.
Nel 2000 è stato realizzato un altro film anime dedicato alle gesta del vampiro D, intitolato Vampire Hunter D: Bloodlust e ispirato al terzo dei romanzi di Kikuchi.

### Manga
Nel 2007 è stato lanciato un adattamento manga di Vampire Hunter D, nato dalla collaborazione tra Kikuchi e la casa editrice statunitense Digital Manga Publishing. L'opera, scritta da Kikuchi e disegnata da Saiko Takaki, è stata serializzata a capitoli sulla rivista mensile seinen Monthly Comic Flapper di Media Factory dal 2007 e in seguito raccolta in volumi tankōbon. Il manga si è concluso nel 2014 al termine dell'ottavo volume, adattando i primi otto romanzi della serie. L'edizione italiana è stata curata da J-Pop, che però ne ha interrotto la pubblicazione dopo l'uscita del sesto albo.
| Nº | Data di prima pubblicazione | Data di prima pubblicazione | Data di prima pubblicazione | Data di prima pubblicazione |
| Nº | Giapponese                  | Giapponese                  | Italiano                    | Italiano                    |
| -- | --------------------------- | --------------------------- | --------------------------- | --------------------------- |
| 1  | 14 novembre 2007            | ISBN 978-4-8401-1970-2      | 21 novembre 2008            | ISBN 978-88-6123-361-4      |
| 2  | 28 giugno 2008              | ISBN 978-4-8401-2240-5      | 25 gennaio 2009             | ISBN 978-88-6123-306-5      |
| 3  | 26 maggio 2009              | ISBN 978-4-8401-2571-0      | 30 settembre 2009           | ISBN 978-88-6123-516-8      |
| 4  | 21 novembre 2009            | ISBN 978-4-8401-2940-4      | 12 dicembre 2010            | ISBN 978-88-6123-840-4      |
| 5  | 22 dicembre 2010            | ISBN 978-4-8401-3715-7      | 16 luglio 2011              | ISBN 978-88-6634-025-6      |
| 6  | 23 gennaio 2012             | ISBN 978-4-8401-4084-3      | 7 dicembre 2013             | ISBN 978-88-6634-682-1      |
| 7  | 23 luglio 2013              | ISBN 978-4-8401-5079-8      | —                           | —                           |
| 8  | 23 settembre 2014           | ISBN 978-4-04-066853-6      | —                           | —                           |